# アズリードカンパニー
株式会社アズリードカンパニーは日本の芸能事務所。日本芸能マネージメント事業者協会会員。主に声優のマネージメントを行っている。附属養成所にインターナショナル・メディア学院がある。

## 所属者
2025年4月時点。

### 男性
タレント
- 堀川りょう（代表取締役）
- 外島孝一

### 女性
アーティスト
- 馬渕由妃

タレント
- 梅田未央
- 平井まみ
- 神戸智佳
- まーみ
- 宮川りの
- すずきけいこ（スケジュール預かり）
- 佐藤美波（スケジュール預かり）

## かつて所属していた主な声優

### 男性
- 坂野茂
- 佐藤俊輔
- 畠山豪介（フリー）
- 宮健一（フリー）
- ロア健治（現所属：プロダクション・エース）
- 千葉瑞己(現所属：マウスプロモーション)
- 櫻井尚輝（現所属：ダックスプロダクション）

### 女性
- 池崎美穂（フリー）
- 及川ひとみ（取締役[1]、音響制作とマネージメントに移行）
- 大石育美（フリー）
- 勝田詩織 (フリー）
- 栗原みきこ
- 立石めぐみ（フリー）
- 鳴海エリカ（フリー）
- 伊藤さほ
- 夏野菜緒（フリー）
- 奥井ゆうこ（現所属：ダックスプロダクション）
- 福嶋美里衣（現所属：ダックスプロダクション）
- 藤田しずく（現所属：ダックスプロダクション）
- 坂本みなみ
- 松岡ゆっこ